# S&W .32 Hand Ejector
Le revolver S&W .32 Hand Ejector fut produit de 1896 à 1942 en 3 variantes par Smith & Wesson. Sa munition est le .32 S&W Long. Environ 300 000 de cette arme de poing de défense personnelle furent vendus. Il est visible dans Pulp Fiction.

## Caractéristiques (1reversion)
- Mécanisme : Double action, barillet basculant à gauche, visée fixe
- Calibre : .32 S&W Long
- Poids : 505 g
- Longueur du canon : 89 mm (76 à 152 mm furent aussi disponible
- Rayures du canon : : 6 orientées vers la droite
- Longueur de l'arme : 190 mm
- Capacité : 6 coups

## Sources
- R.D. Jones & A. White, Jane's Guns Recognition Guide, 5th Édition, HarperCollins, 2008.